# Букарестер
 Футбольний клуб «Букарестер» (рум. Bukarester Fussball Klub) — колишній румунський футбольний клуб з Бухареста, що існував у 1912—1916 роках.

## Досягнення
- Ліга I
  - Віце-чемпіон: 1913–14, 1915–16
  - Бронзовий призер:  1912–13, 1914–15.